# Anne Marie Vessel Schlüter
Anne Marie Vessel Schlüter (født 1. maj 1949) er balletdanser og leder af Det Kongelige Teaters balletskole. 
Anne Marie Vessel blev uddannet som balletdanser ved Det Kongelige Teaters Balletskole og dansede en række partier på teateret. Efter at have afsluttet sin aktive karriere har hun undervist på balletskolen og er senere blevet leder af skolen. Hun underviser i August Bournonville-stilen. Hun fungerer også som instruktør ved Den Kongelige Ballet.
Hun har et barn med balletdanseren Alexander Kølpin. Hun blev gift med daværende statsminister Poul Schlüter 21. juli 1989. 
Vessel Schlüter er Ridder af Dannebrog af 1. grad.